# Chao Na
Chao Na (晁娜S; Pechino, 13 marzo 1980) è un'ex nuotatrice cinese.

## Carriera
Specializzata nello stile libero, ha vinto la medaglia d'argento nella staffetta 4x100m stile libero alle Olimpiadi di Atlanta 1996.

## Palmarès
- Giochi olimpici

Atlanta 1996: argento nella 4x100m sl.
- Mondiali in vasca corta

Rio de Janeiro 1995: oro nella 4x100m stile libero e argento nei 100m stile libero.
Göteborg 1997: oro nella 4x100m stile libero.
- Giochi asiatici

Bangkok 1998: oro nella 4x100m stile libero e argento nei 100m stile libero.